# Hromadske.TV
Hromadske.TV (ukrainien : Громадське ТБ; litt. : Public TV) est une station de télévision internet ukrainienne qui a commencé à opérer le 22 novembre 2013. Le projet est annoncé en juin 2013 par 15 journalistes. Elle est enregistrée en tant qu'ONG.

## Histoire
L'idée vient du journaliste Roman Skrypine en septembre 2012. 
Après le conflit d'avril 2013 à TVi, 31 journalistes démissionnent le 29 avril 2013, à l'instar d'Anastasia Nastia Stanko. Ils pensent, en tant qu'employés de TVi, qu'ils ne peuvent plus « garantir au public de fournir des informations objectives et impartiales ». Ils annoncent alors le 30 avril 2013 la mise en place d'un « projet web dans lequel [ils feront] le même travail ». Les anciens journalistes de TVi sont finalement engagés par Hromadske.TV. Parmi eux figure le journaliste Mustafa Nayyem. Ioulia Bankova rejoint également rejoint le projet, car « en 2010, travaillant au Pershyi Natsionalnyi, pour la première fois elle a été confrontée à la censure ». Le projet est officiellement annoncé en juin 2013 par 15 journalistes. Le projet analogue russe, Hromadske.TV Russia, ne dure que trois mois en raison du manque de ressources financières.
La chaîne doit commencer à émettre en septembre 2013, mais sa première diffusion est retardée au 22 novembre 2013, à 14 h. Elle doit initialement prendre l'antenne à 18 h, mais le lancement est avancé de quelques heures en réponse au décret du gouvernement ukrainien du 21 novembre 2013 qui suspend les préparatifs pour la signature d'un accord d'association entre l'Ukraine et l'Union européenne. 
Par la suite, au cours de l'Euromaïdan, provoqué par cette volte-face du gouvernement ukrainien, la chaîne voit son nombre de téléspectateurs augmenter fortement. Le 29 novembre 2013, un journaliste de 5 Kanal et Hromadske.TV déclare avoir été attaqué par « des hommes athlétiques en civil que l'on croit être des voyous » dans le parc Mariïnsky (en) de Kyïv, alors que « la police n'était nulle part en vue ». L'attaque a lieu alors qu'il est en train de filmer ; sa caméra est cassée et sa carte mémoire volée.
Le 5 août 2020, Anastasia Stanko devient la rédactrice en chef de Hromadske.TV.